# Prisad högt av herdars skara
Prisad högt av herdars skara är en julpsalm med text från 1400-talet på latin. Översatt till svenska 1957 av Britt G. Hallqvist. Musiken är en medeltida julvisa.

## Publicerad i
- 1986 års psalmbok som nr 432 under rubriken "Jul".
- Svensk psalmbok för den evangelisk-lutherska kyrkan i Finland (1986) som nr 49 under rubruken "Trettondagen".
- Psalmer och Sånger 1987 som nr 492 under rubriken "Kyrkoåret - Jul".[1]